# Jerzy Andrzejuk
 Jerzy Andrzejuk  (ur. 12 listopada 1942 w Łapach) – generał brygady Wojska Polskiego w stanie spoczynku, zastępca dowódcy Pomorskiego Okręgu Wojskowego–szef Logistyki w latach 1994–1996.

## Życiorys
Jerzy Andrzejuk urodził się 12 listopada 1942 w Łapach na Białostocczyźnie. We wrześniu 1962 jako podchorąży rozpoczął służbę wojskową w Oficerskiej Szkole Wojsk Inżynieryjnych we Wrocławiu. Promowany na stopień podporucznika w 1965. Pierwszy rok zawodowej kariery pełnił służbę na stanowisku dowódcy plutonu wykończenia robót 12 batalionu drogowego w Tarnowskich Górach. W latach 1966–1970 był dowódcą plutonu w kompanii drogowej 12 Pułku Kolejowego. W 1970 objął stanowisko dowódcy kompanii obsługi pociągu. 
W 1971 został skierowany na studia w Akademii Sztabu Generalnego WP, po ukończeniu których wyznaczono go na stanowisko zastępcy dowódcy–kwatermistrza 11 Pułku Kolejowego stacjonującego w twierdzy Przemyśl. W latach 1976–1982 był starszym oficerem oddziału szkolenia Głównego Kwatermistrzostwa WP. Następnie przez rok przebywał na praktyce zastępcy dowódcy–kwatermistrza 8 Dywizji Zmechanizowanej w Koszalinie z Pomorskiego Okręgu Wojskowego. 
W 1986 po ukończeniu Akademii Sztabu Generalnego Sił Zbrojnych ZSRR został wyznaczony na stanowisko szefa sztabu–zastępcę kwatermistrza Pomorskiego Okręgu Wojskowego w Bydgoszczy. W okresie 1991–1993 kwatermistrz–zastępca dowódcy POW, a po reorganizacji pionu logistyki był zastępcą szefa Logistyki POW. 11 listopada 1993 został awansowany na stopień generała brygady. Akt mianowania odebrał z rąk prezydenta Rzeczypospolitej Polskiej Lecha Wałęsy. W latach 1994–1996 pełnił funkcję zastępcy dowódcy POW–szefa Logistyki. Zawodową służbę wojskową zakończył 2 stycznia 1996.

## Awanse[1]
- podporucznik – 1965
- porucznik    – 1968
- kapitan – 1972
- major – 1976
- podpułkownik – 1980
- pułkownik – 1986
- generał brygady – 1993

## Ordery, odznaczenia i wyróżnienia
- Krzyż Kawalerski Orderu Odrodzenia Polski[1]
- Złoty Krzyż Zasługi[1]

i inne